# Mariaesthela Vilera
Mariaesthela Vilera, née le 26 décembre 1988 à Valle de la Pascua, est une coureuse cycliste venezuelienne. Spécialisée dans les disciplines de sprint sur piste, elle est médaillée d'or de la vitesse par équipe avec Daniela Larreal aux Jeux panaméricains de 2011, aux championnats panaméricains de 2012 et aux Jeux sud-américains de 2014.

## Palmarès

### Jeux olympiques
- Londres 2012
  - 10e de la vitesse par équipe

### Championnats du monde
- Melbourne 2012
  - 11e de la vitesse par équipe
- Saint-Quentin-en-Yvelines 2015
  - 19e du 500 mètres

### Championnats panaméricains
- Medellin 2011
  -  Médaillée d'argent de la vitesse par équipe
- Mar del Plata 2012
  -  Championne panaméricaine de vitesse par équipe (avec Daniela Larreal)
- Mexico 2013
  -  Médaillée de bronze du keirin
- Aguascalientes 2014
  -  Médaillée d'argent de la vitesse par équipe
  -  Médaillée de bronze du 500 mètres
- Couva 2017
  -  Médaillée de bronze de la vitesse par équipe

### Jeux panaméricains
- Guadalajara 2011
  -  Médaillée d'or de la vitesse par équipe (avec Daniela Larreal)

### Jeux sud-américains
- Santiago 2014
  -  Médaillée d'or de la vitesse par équipe (avec Daniela Larreal)
- Cochabamba 2018
  -  Médaillée d'argent de la vitesse
  -  Médaillée de bronze de la vitesse par équipe

### Jeux bolivariens
- Santa Marta 2017
  -  Médaillée d'argent de la vitesse par équipe
  -  Médaillée de bronze du 500 mètres
  -  Médaillée de bronze de la vitesse

### Championnats nationaux
- Championne du Venezuela de vitesse par équipe en 2016
- Championne du Venezuela du 500 mètres en 2016
- Championne du Venezuela de vitesse en 2018 et 2019